# Administration territoriale de l'Espagne

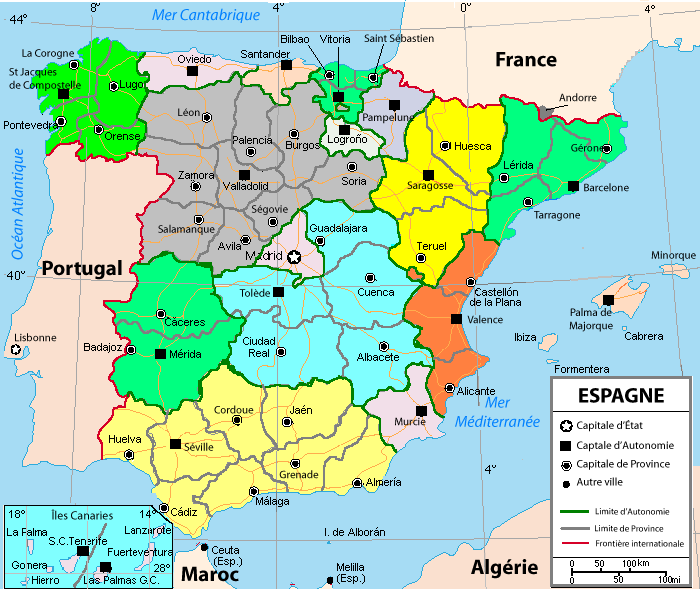
Division territoriale de l'Espagne.

L’organisation territoriale de l'Espagne, un État régional, se fonde sur l'article 2 de la Constitution espagnole de 1978 qui dispose l'unité indissoluble de la nation espagnole, tout en garantissant le droit à l'autonomie des nationalités et régions qui la composent et la solidarité entre elles. Cet article est développé par le Titre VIII « De la Organización Territorial del Estado » dont l’article 137 dispose :

« L'État distribue son territoire entre les communes, les provinces et les communautés autonomes qui se constituent. Toutes ces entités jouissent de l'autonomie pour gérer leurs intérêts propres. »

— Constitution espagnole

« El Estado se organiza territorialmente en municipios, en provincias y en las Comunidades Autónomas que se constituyan. Todas estas entidades gozan de autonomía para la gestión de sus respectivos intereses. »

— Constitución española
Il existe d'autres entités territoriales disposant de la personnalité juridique : les groupements de municipalités (comarque, mancomunidad) ou des entités de rang inférieur aux municipalités appelées des entités locales mineures.
Judiciairement chaque province est divisée en plusieurs Partis judiciaires, auxquels appartiennent plusieurs municipalités. Dans chaque district judiciaire il y a un ou plusieurs Tribunaux de première instance.

## Historique de l'organisation territoriale de l'Espagne
Au cours de la Reconquista, les divers royaumes médiévaux ibériques se rassemblent progressivement au sein de la Couronne de Castille et de la Couronne d'Aragon, puis à partir de 1479 de la Monarchie catholique, sauf le Royaume de Navarre. Jusqu'au début du XIXe siècle, les royaumes continuent d'exister et représentent la principale organisation de l'Espagne. 
Entre 1707 et 1717, en réponse à la rébellion de l'Aragon lors de la Guerre de Succession d'Espagne, les décrets de Nueva Planta abolissent les royaumes de la Couronne.
Deux réformes interviennent en 1822 (en) et 1833 (en), où les Royaumes disparaissent, et sont remplacés par 52 provinces.

Division de l'Espagne en 1150
Division de l'Espagne en 1490
Division de la Castille en 1590
Division de l'Espagne en provinces en 1833
Communautés autonomes d'Espagne en 1982

## Principes généraux régissant l’organisation territoriale
- Principe d'autonomie : la Constitution confère l'autonomie aux Communautés, mais l’État reste l'unique détenteur de la souveraineté. En vertu de la Constitution du 29 décembre 1978, les Communautés autonomes ont des pouvoirs législatifs et l’autonomie politique dans le cadre de leurs compétences et territoires. L'administration locale a des facultés de gestions répondant à ses intérêts, mais n'a pas la capacité législative ;
- Principe de participation démocratique : les institutions sont désignées au travers d'élection démocratiquement tenue au suffrage universel, libre, secret et direct ;
- Principe d'autonomie financière : les entités territoriales disposent de moyens suffisants pour exercer les compétences que la loi leur attribue et se subventionnent par des impôts propres et par la partition de l’État et des Communautés autonomes ;
- Principe de solidarité : l’État doit garantir la réalisation effective du principe de solidarité, en établissant notamment un équilibre économique adéquat. C'est pour cela que fut créé un Fonds de compensation interterritorial, subventionné par le budget de l’État, qui se traduit par des projets et promeut la croissance ;
- Principe d’État unitaire : le modèle de l'État autonome est un mélange entre les modèles de l'État républicain intégré français et de l’État régional italien. Dans l’État unitaire, la souveraineté réside dans le peuple espagnol et n'est pas divisible, c'est l’État qui a le pouvoir économique et les compétences de politique étrangère et de la protection du territoire national ;
- Principe de l’unité économique : tous les Espagnols ont les mêmes droits et obligations où qu'ils soient sur le territoire espagnol. Aucune autorité ne pourra adopter des mesures qui entraveraient directement ou indirectement la liberté de circulation et d'établissement des personnes et des biens dans le territoire.

## Groupes de communautés autonomes: premier niveau statistique européen
Le groupe de communautés autonomes est une subdivision européenne de l’Espagne. Elle répond aux besoins d'Eurostat, l'institut statistique européen, qui a défini une nomenclature d'unités territoriales statistiques. Ces groupes correspondent au premier niveau statistique européen en Espagne (NUTS 1).

## Communautés autonomes
Les communautés autonomes (en espagnol et galicien : comunidades autónomas ; en catalan : comunitats autònomes ; en basque : autonomia erkidego) constituent le premier niveau constitutionnel d'administration des territoires espagnols et le second niveau statistique européen en Espagne (NUTS 2). Les villes autonomes de Ceuta et Melilla sont cependant classées au troisième niveau statistique européen.

### Critères de création
Elles ont été créées progressivement après la promulgation de la Constitution espagnole de 1978 afin de permettre aux « nationalités et régions » de s'auto-administrer. Dans l’exercice de ce droit à l'auto-administration garanti à l’article 143 de la Constitution, une large autonomie peut être octroyée selon trois critères. Il faut : deux ou plusieurs provinces adjacentes ayant des caractéristiques historiques, culturelles et économiques communes ; qu'il s'agisse de territoires insulaires ; que la province ait une identité régionale historique.
La Constitution autorise deux exceptions aux critères ci-dessus. En vertu de l’article 144 de la Constitution, le Parlement espagnol se réserve le droit :
- d'autoriser, dans l’intérêt de la nation, la constitution d'une communauté autonome même s'il s'agit d'une province unique sans identité régionale historique (ce fut le cas de la Communauté de Madrid, qui appartenait à la région historique de Castille-La Manche ) ;
- d'autoriser ou de garantir l’autonomie aux entités ou territoires qui ne sont pas des provinces (ce qui permit la création des deux villes autonomes espagnoles en Afrique du Nord).

### Historique
Même si les communautés autonomes se sont formées en se fondant sur les provinces préexistantes, leurs limites correspondent à peu près à celles des anciens royaumes et régions de la péninsule Ibérique avant l'unification.
À l'origine, l’autonomie devait être accordée aux seules « nationalités historiques » : la Catalogne, le Pays basque, et la Galice ; des régions avec de fortes identités régionales qui s'étaient vu accorder le statut d'autonomie pendant la Seconde République espagnole (1931-1936).
Alors que la Constitution était en rédaction et que la possibilité de s'auto-administrer n'allait être accordée qu'aux seules « nationalités historiques », il y eut des protestations en Andalousie qui réclamait aussi le droit à l’auto-administration. Finalement, ce droit à l'auto-administration fut étendu aux autres régions qui le souhaitaient. Les « nationalités historiques » se voyaient accorder l’autonomie grâce à un processus rapide et simplifié, tandis que les autres régions devaient remplir des exigences énoncées dans la Constitution. Entre 1979 et 1983, toutes les régions d'Espagne choisirent de devenir des Communautés autonomes ; quatre d'entre elles, relevant des nationalités historiques, accèdent à l'autonomie via un dispositif plus rapide.
Bien que la Constitution ne prévoyait pas le nombre de Communautés qui pouvaient être créées, le 31 juillet 1981, Leopoldo Calvo-Sotelo, alors président du gouvernement d'Espagne, et Felipe González, à la tête de l'opposition au Parlement, signèrent le premier « Pacte d'autonomie » (en espagnol : Pacto Autonómico) dans lequel ils acceptèrent la création de 17 communautés autonomes et de deux villes autonomes, avec les mêmes institutions gouvernementales, mais avec des compétences différentes. En 1983, les 17 communautés étaient constituées : Andalousie, Aragon, Asturies, les îles Baléares, le Pays basque, les îles Canaries, la Cantabrie, la Castille-et-León, la Catalogne, la Communauté de Madrid, l'Estrémadure, la Galice, La Rioja, la Navarre, la Murcie et le Pays Valencien. Les deux villes autonomes, Ceuta et Melilla, ont été constituées en 1995.

### Compétences
Les communautés autonomes  disposent d'un périmètre d'action, complémentaire à celui de l’État central, celui-ci peut établir des politiques d'agencement général que les communautés peuvent compléter ou doivent mettre en place tel quel, le complément communautaire ne peut par contre créer de déséquilibre de traitement, cela a pour effet de restreindre leur champ d'action, et donc de laisser l’État central maître de beaucoup de domaines dans lesquelles les communautés pourraient agir comme partenaire. Sur d'autres points, les communautés peuvent agir de leur propre chef dès lors où l'action envisagée, n'est ni discriminante, ni impactant sur l'ensemble du territoire espagnol et sur des domaines qui ne sont pas explicitement ou de par la loi du domaine de compétence de l’État central. Sur la répartition des compétences, la constitution de 1978 s'est surtout focalisée sur les points partagés, 38 missions principales sont confiées à l’État central, dont 25 sont partagées avec les Communautés, pour le reste, la loi dispose de qui assume la compétence, en ajoutant tout de même que l’État central peut se prévaloir de la primauté s'il en juge le besoin. La Cour constitutionnelle a déclaré que les communautés autonomes sont caractérisées à la fois par leur homogénéité et leur diversité. Elles sont « égales » dans leur subordination à l'ordre constitutionnel, dans leur représentation au Sénat, et dans le sens où leurs différences n’impliquent pas de privilèges économiques et sociaux de la part des autres. Néanmoins, elles diffèrent tant sur la façon dont elles ont acquis l'autonomie (« pleine autonomie » ou « autonomie progressive ») que dans l'étendue de leur compétence. Les cas du Pays basque et de la Navarre sont exceptionnels en ce que les chartes médiévales (fueros en espagnol), qui leur avaient garanti l'autonomie fiscale, furent retenues au lieu d'être « actualisées ». Les autres communautés autonomes ne bénéficient pas de l’autonomie fiscale.

### Gouvernement
Toutes les communautés autonomes suivent le modèle du régime parlementaire. Les institutions gouvernementales des différentes communautés autonomes (c'est-à-dire le Parlement ou le Bureau exécutif) ont des noms propres à la Communauté. Par exemple, les institutions de Catalogne et de le Pays Valencien sont appelées « Généralité » (Generalitat), le Parlement d'Asturies est appelé Junta General tandis que Junta ou Xunta désigne, en Galice, le bureau de l’exécutif, appelé par ailleurs « Gouvernement ».

### Dénomination
Le nom officiel des communautés autonomes peut être :
- seulement en espagnol (ce qui est le cas pour la plupart d'entre elles) ;
- seulement dans la langue coofficielle de la Communauté (ce qui est le cas pour le Pays Valencien et les îles Baléares) ;
- ou à la fois en espagnol et dans la langue coofficielle (c'est le cas du Pays basque, de la Navarre et de la Galice).

Depuis 2006, la variante aranaise de l’occitan est aussi une langue coofficielle de Catalogne, en faisant la seule communauté dont le nom a trois noms officiels (espagnol : Cataluña, catalan : Catalunya, aranais : Catalonha).

### Villes à statut spécial
Il s'agit des deux enclaves espagnoles en Afrique du Nord de Ceuta et Melilla.

## Provinces

Provinces espagnoles.

Les provinces (en espagnol et galicien : provincias, en catalan : províncies et en basque : probintziak) sont le deuxième niveau constitutionnel d'administration des territoires espagnols. L'actuel plan provincial a été créé en 1833 par Javier de Burgos et se fonde sur les limites des anciens royaumes hispaniques, bien qu'ils aient pu être divisés – si nécessaire – pour des raisons géographiques et/ou démographiques (c'est-à-dire pour assurer une relative homogénéité dans la répartition de la population). Depuis lors, leurs limites ont subi quelques ajustements mineurs dont les plus notables sont la division des îles Canaries en deux provinces en 1927. Il y a actuellement 50 provinces en Espagne.
La province est une entité locale disposant de la personnalité juridique constituée de l’agrégation de municipalités. La gouvernance des provinces est exercée par les Députations provinciales ou les Conseils, avec les exceptions suivantes :
- certaines communautés autonomes se composent d'une seule province auquel cas les institutions gouvernementales de la Communauté remplacent celle de la Province ;
- le Pays basque, dans lequel les provinces sont constituées de « territoires historiques » (en espagnol territorios históricos, en basque lurralde historik) dans lequel les Députations forales (en espagnol Diputaciones Forales, en basque Foru aldundi) sont chargées de l'administration politique et fiscale des territoires ;
- les communautés insulaires, c'est-à-dire les îles Canaries et les îles Baléares, dans lesquelles chaque île ou groupe d'îles est administré par des Députations insulaires (en espagnol Diputación insular, en catalan Consell Insular).

Les compétences des provinces varient en fonction des Communautés autonomes auxquelles elles appartiennent, et, dans la pratique, depuis la création des Communautés autonomes, leur domaine de compétence est minimal, à l'exception des territoires historiques du Pays basque. Cependant, dans tous les cas, elles se voient garanties un statut judiciaire et l'autonomie nécessaire à son administration interne.
Le nom officiel des provinces peut être en espagnol, dans la langue coofficielle de la Communauté à laquelle elles appartiennent, ou les deux.

## Communes
Les communes (municipios en espagnol, municipios ou concellos en galicien, municipis en catalan, udalerri en basque) constituent le plus bas niveau d'administration territoriale du pays. Aux Asturies, les communes sont appelées concejos. Les communes disposent d'une certaine autonomie par la Constitution. La gestion des communes est exercée par les mairies (en espagnol ayuntamientos, en galicien concellos, en catalan ajuntament, en basque udal) qui se composent des maires et conseillers élus au suffrage universel. Les communes sont les entités de base de l’organisation territoriale de l’État. Le nom officiel des communes peut être en espagnol ou dans les autres langues coofficielles d'une des communautés.
Tous les citoyens espagnols doivent s'enregistrer dans la commune où ils vivent et, après l’avoir fait, ils deviennent juridiquement résidents de la commune. Ce statut leur confère un certain nombre de droits et d'obligations dont celui de voter ou d'être élu à une fonction publique dans ladite commune. Le droit de vote aux élections municipales est étendu à tous les citoyens espagnols vivant à l'étranger : après enregistrement au consulat, ils obtiennent le droit de vote aux élections locales de la dernière commune espagnole où ils ont résidé. Un citoyen espagnol né à l'étranger doit choisir entre la dernière commune dans laquelle son père ou sa mère a vécu.

## Entités locales mineures
Les entités locales mineures sont, au sein des communautés autonomes espagnoles, définies comme des entités territoriales inférieures aux municipalités. Elles portent en Asturies, le nom de parroquia rural, en Andalousie entité locale autonome et en Catalogne entité municipale décentralisée.
Les entités locales mineures ont la personnalité et la capacité juridique suffisante pour exercice de leurs compétences.

## Autres subdivisions
Parmi les autres subdivisions existantes en Espagne se trouvent :
- les divisions et régions géographiques ;
- les régions politico-historiques ;
- les régions socio-économiques ;
- les divisions historico-culturelles ;
- les régions militaires ;
- les diocèses et archidiocèses d'Espagne ;
- les provinces maritimes ;
- les confédérations hydrographiques ;
- les comarcas (comarques) ;
- et les mancomunidades (communautés de communes).

### Comarques
En Espagne, la comarque (comarca) est un regroupement de municipalités qui peuvent avoir un rôle administratif, comme en Catalogne et en Aragon.

### Mancommunidad
La mancommunidad est une forme d'intercommunalité espagnole. Il s'agit d'association libre de communes, dans le cadre juridique national, créant une entité locale supérieure à laquelle les communes regroupées délèguent une partie des compétences que la loi leur attribue. L'objet d'une telle association et de mutualiser des services à l'intention de toutes les communes adhérentes.